# David di Donatello a la millor escenografia
El premi David di Donatello a la millor escenografia (en italià: David di Donatello per il miglior scenografo) és un premi de cinema que anualment atorga l'Acadèmia del Cinema Italià (ACI, Accademia del Cinema Italiano) per reconèixer la destacada escenografia en una pel·lícula italiana estrenada l'any anterior a la cerimònia. El premi es va donar per primera vegada el 1981.

## Guanyadors
Els guanyadors del premi han estat:

### Anys 1981-1989
- 1981
  - Mario Garbuglia - La storia vera della signora dalle camelie
  - Andrea Crisanti - Tre fratelli
  - Luigi Scaccianoce - Fontamara
- 1982
  - Lorenzo Baraldi - Il marchese del Grillo
  - Andrea Crisanti - Borotalco
  - Dante Ferretti - Storie di ordinaria follia
  - Lorenzo Baraldi - Nudo di donna
- 1983
  - Dante Ferretti - Il mondo nuovo
  - Marco Ferreri - Storia di Piera
  - Gianni Sbarra - La notte di San Lorenzo
- 1984
  - Dante Ferretti - E la nave va
  - Luciano Ricceri - Ballando ballando
  - Elena Ricci Poccetto - Mi manda Picone
- 1985
  - Enrico Job - Carmen
  - Francesco Bronzi - Kaos
  - Enrico Fiorentini - Uno scandalo perbene
- 1986
  - Enrico Job - Un complicato intrigo di donne, vicoli e delitti
  - Dante Ferretti - Ginger e Fred
  - Luciano Ricceri - Maccheroni
- 1987
  - Dante Ferretti - Il nome della rosa (Der Name der Rose)
  - Mario Chiari - Via Montenapoleone
  - Luciano Ricceri - La famiglia
- 1988
  - Bruno Cesari, Osvaldo Desideri i Ferdinando Scarfiotti - L'últim emperador (The Last Emperor)
  - Danilo Donati - Intervista
  - Mario Garbuglia – Ulls negres
- 1989
  - Danilo Donati - Francesco
  - Lucia Mirisola - 'o Re
  - Ferdinando Scarfiotti - Mamba

### Anys 1990-1999
- 1990
  - Dante Ferretti - La voce della luna
  - Giantito Burchiellaro - Mio caro dottor Gräsler
  - Amedeo Fago i Franco Velchi - Porte aperte
  - Mario Garbuglia - L'avaro
  - Franco Velchi - Il male oscuro
- 1991
  - Paolo Biagetti i Luciano Ricceri - Il viaggio di Capitan Fracassa
  - Gianni Sbarra - Il sole anche di notte
  - Andrea Crisanti - Stanno tutti bene
  - Lucia Mirisola e Paola Comencini - In nome del popolo sovrano
- 1992
  - Carlo Simi - Bix
  - Andrea Crisanti - Il ladro di bambini
  - Ezio Frigerio - Il proiezionista
- 1993
  - Gianni Sbarra - Fiorile
  - Giancarlo Muselli - Morte di un matematico napoletano
  - Carlo Simi - La valle di pietra
- 1994
  - Antonello Geleng - Dellamorte Dellamore
  - Giantito Burchiellaro - Storia di una capinera
  - Enrico Fiorentini - Per amore, solo per amore
- 1995
  - Andrea Crisanti - Una pura formalità
  - Giantito Burchiellaro - Sostiene Pereira
  - Gianni Quaranta - Farinelli, Il Castrato
- 1996
  - Francesco Bronzi - L'uomo delle stelle
  - Enrico Job - Ninfa plebea
  - Gianni Silvestri - Io ballo da sola
- 1997
  - Danilo Donati - Marianna Ucrìa
  - Giancarlo Basili - Nirvana
  - Giantito Burchiellaro - El príncep de Homburg
  - Andrea Crisanti - La tregua
  - Gianni Sbarra - Le affinità elettive
- 1998
  - Danilo Donati - La vita è bella
  - Alberto Cottignoli i Stefano Tonelli - Il testimone dello sposo
  - Luciano Ricceri - L'ultimo capodanno
- 1999
  - Francesco Frigeri - La leggenda del pianista sull'oceano
  - Giancarlo Basili - Così ridevano
  - Enrico Job - Ferdinando e Carolina

### Anys 2000-2009
- 2000
  - Francesco Bronzi - Canone inverso - Making Love
  - Marco Dentici - La balia
  - Antonello Geleng i Marina Pinzuti - Amor nello specchio
- 2001
  - Luciano Ricceri - Concorrenza sleale
  - Giancarlo Basili - La stanza del figlio
  - Francesco Frigeri - Malèna
- 2002
  - Luigi Marchione - Il mestiere delle armi
  - Giancarlo Basili - Paz!
  - Francesco Frigeri - Vajont
- 2003
  - Danilo Donati - Pinocchio
  - Paolo Bonfini - L'imbalsamatore
  - Giantito Burchiellaro - Prendimi l'anima
  - Marco Dentici - L'ora di religione
  - Simona Migliotti - Il cuore altrove
- 2004
  - Luigi Marchione - Cantando dietro i paraventi
  - Paola Bizzarri - Agata e la tempesta
  - Franco Ceraolo - La meglio gioventù
  - Marco Dentici - Che ne sarà di noi
  - Francesco Frigeri - Non ti muovere
- 2005
  - Andrea Crisanti - Cuore sacro
  - Giancarlo Basili - L'amore ritrovato
  - Francesca Bocca - Dopo mezzanotte
  - Marco Dentici - La vita che vorrei
  - Beatrice Scarpato - Il resto di niente
- 2006
  - Paola Comencini – Romanzo criminale
  - Giancarlo Basili - Il caimano
  - Andrea Crisanti - Arrivederci amore, ciao
  - Carlo De Marino - Fuoco su di me
  - Maurizio Marchitelli - Il mio miglior nemico
- 2007
  - Carlos Conti - Nuovomondo
  - Francesco Frigeri - N - Io e Napoleone
  - Tonino Zera - La sconosciuta
  - Giuseppe Pirrotta - Centochiodi
  - Andrea Crisanti - La masseria delle allodole
- 2008
  - Francesco Frigeri - I Viceré
  - Paola Bizzarri - Giorni e nuvole
  - Giada Calabria - Caos calmo
  - Alessandra Mura - La ragazza del lago
  - Tonino Zera - Hotel Meina
- 2009
  - Francesco Frigeri - I demoni di San Pietroburgo
  - Giancarlo Basili - Sanguepazzo
  - Paolo Bonfini - Gomorra
  - Giantito Burchiellaro - Caravaggio
  - Lino Fiorito - Il divo

### Anys 2010-2019
- 2010
  - Marco Dentici - Vincere
  - Gian Carlo Basili - L'uomo che verrà
  - Andrea Crisanti - Mine vaganti
  - Maurizio Sabatini - Baarìa
  - Tonino Zera - La prima cosa bella
- 2011
  - Emita Frigato - Noi credevamo
  - Francesco Frigeri - Amici miei - Come tutto ebbe inizio
  - Paola Comencini - Benvenuti al Sud
  - Paki Meduri - Into Paradiso
  - Tonino Zera - Vallanzasca - Gli angeli del male
- 2012
  - Paola Bizzarri - Habemus Papam
  - Francesco Frigeri - L'industriale
  - Andrea Crisanti - Magnifica presenza
  - Giancarlo Basili - Romanzo di una strage
  - Stefania Cella - This Must Be the Place
- 2013
  - Maurizio Sabatini e Raffaella Giovannetti - La migliore offerta
  - Paolo Bonfini - Reality
  - Marco Dentici - È stato il figlio
  - Marta Maffucci - Diaz - Non pulire questo sangue
  - Rita Rabassini - Educazione siberiana
- 2014
  - Stefania Cella - La grande bellezza
  - Giancarlo Basili - Anni felici
  - Marco Dentici - Salvo
  - Marta Maffucci - Allacciate le cinture
  - Mauro Radaelli - Il capitale umano
- 2015
  - Giancarlo Muselli - Il giovane favoloso
  - Luca Servino - Anime nere
  - Emita Frigato - Maraviglioso Boccaccio
  - Paki Meduri - Noi e la Giulia
  - Giuseppe Pirrotta - Torneranno i prati
- 2016
  - Dimitri Capuani e Alessia Anfuso - Il racconto dei racconti - Tale of Tales
  - Maurizio Sabatini - La corrispondenza
  - Massimiliano Sturiale - Lo chiamavano Jeeg Robot
  - Giada Calabria - Non essere cattivo
  - Paki Meduri - Suburra[3]
  - Ludovica Ferrario - Youth - La giovinezza (Youth)
- 2017
  - Tonino Zera - La pazza gioia
  - Marcello Di Carlo - In guerra per amore
  - Carmine Guarino - Indivisibili
  - Marco Dentici - Fai bei sogni
  - Livia Borgognoni - La stoffa dei sogni
- 2018
  - Deniz Gokturk Kobanbay, Ivana Gargiulo - Napoli velata
  - Noemi Marchica - Ammore e malavita
  - Maurizio Sabatini - Brutti e cattivi
  - Tonino Zera - La ragazza nella nebbia
  - Giancarlo Basili - La tenerezza
  - Luca Servino - Riccardo va all'inferno
- 2019
  - Dimitri Capuani - Dogman
  - Giancarlo Muselli - Capri-Revolution
  - Samuel Deshors - Chiamami col tuo nome (Call Me by Your Name)
  - Emita Frigato - Lazzaro felice
  - Stefania Cella - Loro

### Anys 2020-2029
- 2020
  - Dimitri Capuani - Pinocchio
  - Nello Giorgetti - 5 è il numero perfetto
  - Tonino Zera - Il primo re
  - Andrea Castorina - Il traditore
  - Inbal Weinberg - Suspiria